# Джамаат Аш-Шабааб

Військовий прапор Аш-Шабааб

Адміністративний прапор Аш-Шабааб

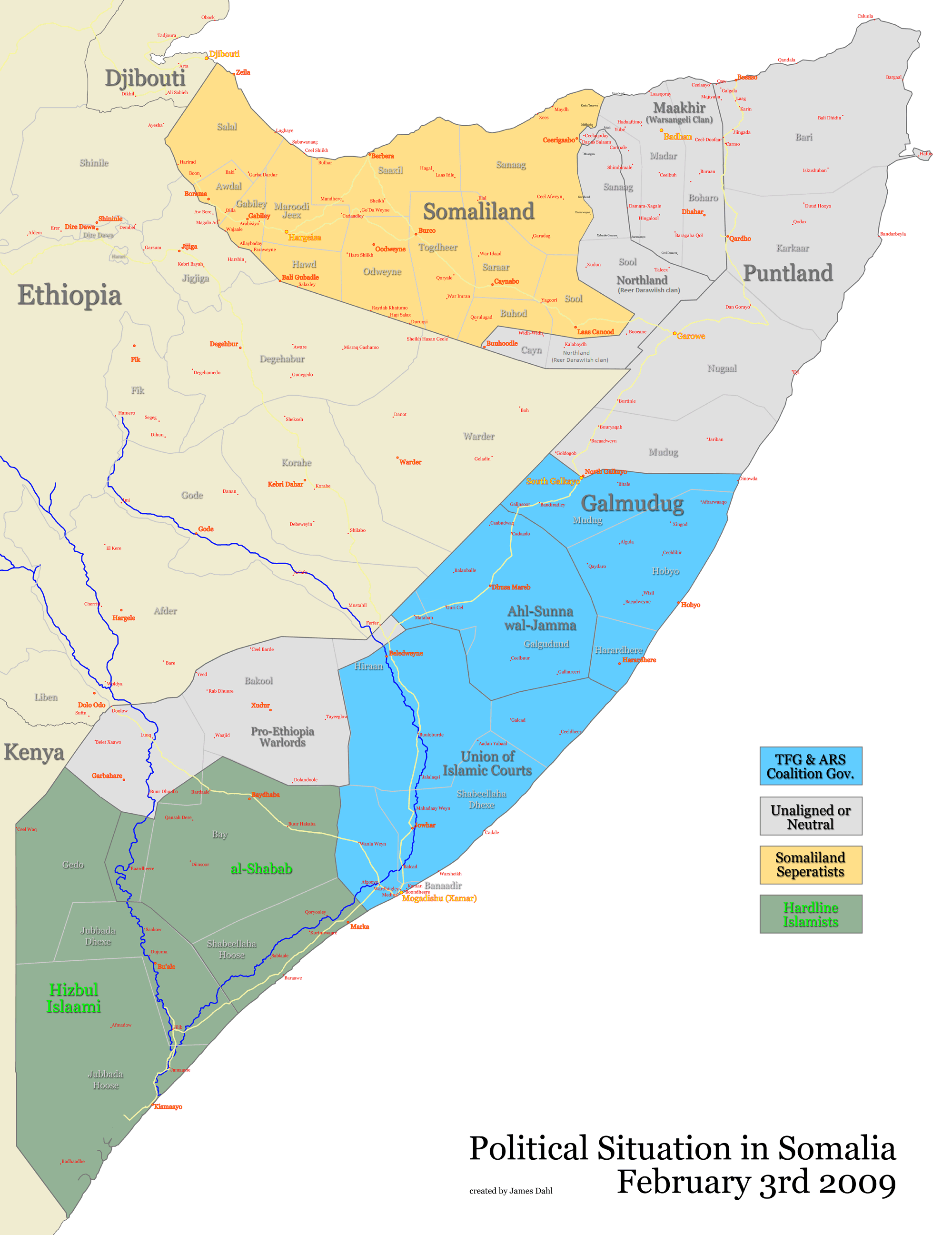
Поділ Сомалі після виводу ефіопських військ, лютий 2009

Харакат Аш-Шабааб Аль-Муджахедін (Harakat al-Shabaab al-Mujahideen (HSM)) (араб. ركة الشباب المجاهدين‎; Ḥarakat ash-Shabāb al-Mujāhidīn, сомалійська: Xarakada Mujaahidiinta Alshabaab; англ. Mujahideen Youth Movement" або просто Джамаат Аш-Шабааб, араб. الشباب, що значить «молодь») — сунітська ісламістська військова та політична організація, яка базується в Сомалі та діє в інших країнах східної Африки. Він бере активну участь у громадянській війні в Сомалі та включає елементи сомалійського націоналізму у свою ісламістську справу. Віддана войовничій панісламістській організації Аль-Каїда з 2012 року, її також підозрюють у налагодженні зв’язків з Аль-Каїдою в ісламському Магрибі та Аль-Каїдою на Аравійському півострові.

## Історія руху
«Аш-Шабааб», радикальна ісламістська фундаменталістська група, створена наприкінці 2006 року, після втрати влади Союзом ісламських судів, в результаті втручання Ефіопії, які впровадили у Могадішо, Перехідний федеральний уряд. Таким чином, ісламісти об'єдналися в Союз за звільнення Сомалі, моджахеди і «Аш-Шабааб» розпочали партизанську війну.
Повстанці «Аш-Шабааб» брали участь в обороні Могадішо в 2007 році під час наступу військ Ефіопії і перехідного федерального уряду Сомалі. Після поразки в квітні 2007 року і втрати контролю над столицею, взяли у невдалому штурмі у листопаді 2007 року. 18 березня 2008 включено до групи терористичних організацій Державним департаментом США.
На межі 2007 і 2008 років «Аш-Шабааб» зміцнила свої позиції на півдні країни, і контролювала деякі райони в центральній частині Сомалі. У лютому 2008 року провела атаку у Босасо, а в квітні 2008 року здійснила ще один штурм Могадішо. У середині 2008 року альянс ісламістів та «Аш-Шабааб» керували країною від кордону з Кенією до Галмудуг, мали анклави навколо міста Байдабо, Могадішо і на кордоні з Ефіопією. В липні 2008 року, повстанці почали облогу Байдабо, яка завершилася в січні 2009 року після виведення ефіопських військ із Сомалі.
Після відставки президента Абдуллахі Юсуфа і виведення ефіопських військ, Шариф Шейх Ахмед із Союзу ісламських судів, угруповання що є складовою Альянсу за звільнення Сомалі 31 січня 2009 присягнув як президент Сомалі. Ахмед представляв помірковане ісламське крило у Сомалійській політиці, що означає, що радикали «Аш-Шабааб» були проти нього, прагнучи його повалення. Крім того, 4 лютого 2009 чотири групи ісламістів, у тому числі Хасан Дахір Авейза, що раніше належали Альянсу за звільнення Сомалі, об'єдналися і створили організацію під назвою Хізбул Іслам. Метою організації було повалення уряду Шарифа Ахмеда. Хізбул Іслам автоматично стало союзником «Аш-Шабааб» у війні з новим перехідним федеральним урядом Сомалі.
Після інавгурації нового президента політичний вплив в Сомалі змінився. З тих пір, центральну частину Сомалі контролює Союз ісламських судів, ісламські фундаменталісти — південну частину країни. Через це, на початку війни «Аш-Шабааб» перейшли в наступ, щоб розширити сферу впливу на північ країни, у лютому 2009 року захопили Бакул на кордоні з Ефіопією і штурмували столицю. У квітні 2009 року, незважаючи на прийняття законів шаріату в Сомалі новим урядом, «Аш-Шабааб» заявила, що вона буде продовжувати війну навіть після виведення миротворчих військ AMISOM відряджених в Сомалі від імені Африканського союзу.
У травні 2009 року почався великий наступ повстанців у центральній частині Сомалі контрольований урядом. Одночасно почався штурм Могадішо, метою якого було повалення президента Ахмеда. Після двох місяців боїв повстанці отримали контроль над регіонами Хіран, Середня Шабелле, Мудуг і Галгудуд. Влітку 2009 року почались бойові дії з проурядовою міліцією Ахлюс-Сунна-уаль-Джама'а. Міліція зупинила наступ радикалів, звільнивши Середня Шабелле і Мудуг від повстанців. Ситуація стабілізувалась на тому що в руках радикалів залишились захід регіонів Хіран і Середня Шабелле. У контрольованих районах, вони встановили власну адміністрацію і запровадили закони шаріату.
Наприкінці 2009 року угруповання воювало як найманці на півночі Ємену, на стороні салафітів, але релігійні відмінності призвели до партизанського спалаху в Ємені і антипрезидентської революції.
У жовтні 2009 року через розбіжності у адмініструванні захоплених теренів, прийшла до кінця унія між «Джамаат Аш-Шабааб» і Хізбул Іслам і початку бойових дій між ними. З цього часу три сторони беруть участь в громадянській війні. В результаті розбіжностей серед повстанців, уряд зупинив в ряді регіонів повстанській наступ. На початку 2010 року бої розгорнулися на півдні країни — між Хізбул Іслам і «Аш-Шабааб» (Битва за Добло) — і в центральній частині Сомалі (в основному битва за Беледуейне між повстанськими угрупованнями і міліцією Ахлюс-Сунна-уаль-Джама'а, лояльною президентові Ахмеду, яка зупинила наступ повстанців). В цей же час повстанці проводили окремі атаки в Могадішо на AMISOM і урядові військові патрулі.
11 липня 2010 року, «Аш-Шабааб» організував теракт у столиці Уганди — Кампалі, в результаті чого загинули 74 осіб. Це було зроблено в помсту за присутність військ Уганди в місії AMISOM. 23 серпня 2010 «Аш-Шабааб» розпочала великий наступ в Могадішо, маючи на меті перемогу над військами AMISOM і повалення Ахмеда. У грудні 2010 року відбулося примирення «Аш-Шабааб» і Хізбул Іслам. У лютому 2011 року війська AMISOM почали контрнаступ проти «Аш-Шабааб», яка зазнала великих втрат.
У першій половині 2011 року, військовий уряд з ополченцями кланів вибили «Аш-Шабааб» з регіону Гедо. Влітку 2011 року Сомалі зазнала найжорсткішу за останні 60 років посуху, яка вплинула на повстанців. «Аш-Шабааб» спочатку стверджував, що це звичайна сомалійська посуха і немає голоду, і відмовлялись від допомоги ззовні, проте, через деякий час, скасували заборону на гуманітарні організації, що діють в країні. 6 серпня 2011 року, «Аш-Шабааб» який контролював більшу частину Могадішо, відступив на південь на свої бази в Байдабо.
16 жовтня 2011 року, на півдні Сомалі почалася кенійська інтервенція (Операція Лінда Нчі). Безпосередньою причиною втручання було викрадення «Аш-Шабааб» на території Кенії двох іспанських активістів гуманітарної організації Лікарі без кордонів. Сомалійські повстанці вже викрадали іноземців в Кенії.
Колони військової техніки перетнули кордон з Сомалі в неділю. Мета рейду, як заявляла влада Кенії, витіснити формування «Аш-Шабааб» з прикордонних районів і запобігти проникненню бойовиків на кенійську територію. Ісламісти пригрозила помститися Кенії на її території, якщо та не виведе свої війська з Сомалі. Радикали оголосили «джихад» кенійським військовим, які спільно з силами уряду Сомалі проводять операцію зі знищення бойовиків «Аш-Шабааб».
Кенійська армія захопила терен колишнього Джубаленду і ще декілька теренів що були під владою фундаменталістів.
10 лютого 2012 року угрупування «Аш-Шабааб» об'єдналася з Аль-Каїдою, про що оголосив її лідер Айман аз-Завахірі.
28 вересня 2012 року, урядові війська Кенії і Сомалі відвоювали місто Кісмайо — останній великий населений пункт, який контролювало ісламістське угруповання «Аш-Шабааб», передає Reuters з посиланням на кенійське телебачення. З таким заявами 28 вересня виступив представник кенійських військових Сайрус Огун (Cyrus Oguna)
У серпні 2014 року розпочалася Операція «Індійський Океан», організована проурядовими силами Сомалі.
1 вересня американський дрон випустив снаряд, який вбив лідера угруповання Ахмед Абді Годане.
Ця подія була сприйнята як велика перемога, і в очікуванні розсіювання основних сил і розколу угруповань, сомалійський уряд оголосив 45-денну амністію помірним бойовикам «Аш-Шабааб».
Проте «Аш-Шабааб» знайшов опору серед кенійських мусульман і сомалійських біженців у Кенії, і зміг зібрати сили для подальшої війни на території Сомалі, а також для збільшення активності у Кенії.
2 квітня 2015 року бойовики угруповання «Аш-Шабааб» напали на будівлю університетського коледжу у кенійському місті Гарісса, в результаті чого загинуло 147 осіб.
В 2016 році, після відведення ефіопських військ з Сомалі, «Аш-Шабааб» активізувався і частково повернув втрачені території. У жовтні 2016 року було зайнято міста Ет-Алі, Махас і Хальган провінції Хиран, а також місто Тайеглоу провінції Баколі.
У жовтні 2017 року понад 500 осіб загинули через подвійний вибух бомб у столиці Сомалі Могадішо.
За напад 15 січня 2019 року на готель в Найробі (Кенія), відповідальність взяла на себе «Аш-Шабааб».
21 серпня 2023 року, за повідомленням агентства Reuters, уряд Сомалі заборонив TikTok, Telegram і російську букмекерську компанію 1xBet, заявивши, що ці сервіси використовуються для тероризму та аморальної пропаганди у цій східноафриканській державі, зокрема таке рішення було прийнято у зв’язку з посиленням боротьби проти джихадистської групи «Аш-Шабааб» у центральному регіоні країни.

## Ресурси Інтернету
- Джамаат Аш-Шабааб у соцмережі «Твіттер»
- Ryu, A. 2007, 'Somali government calls for peacekeepers', Voice of America News, February 13.
- Walker, R. 2008, 'Meeting Somalia's Islamist insurgents' [Архівовано 1 вересня 2013 у Wayback Machine.], BBC News, April 28. Retrieved on June 8, 2008. (Interview with Al Shabaab member.)
- «First Stop Addis» [Архівовано 12 лютого 2021 у Wayback Machine.] — song by Al-Shabaab member Omar Hammami/Abu Mansoor Al-Amriki